# 兩色鱗頭鮋
兩色鱗頭鮋，又稱黃斑鱗頭鮋、兩色石狗公、石狗公仔，為輻鰭魚綱鮋形目鮋科的其中一種。

## 分布
本魚分布於印度西太平洋區，包括台灣、琉球群島、日本、東非、菲律賓、印尼、澳洲等海域。

## 深度
水深1~30公尺。

## 特徵
本魚體呈暗褐色，頭部及體側有一些不規則的黃色斑塊及一些細微青斑散佈。其特徵乃在眼睛下方有4枚突出硬棘，並整齊排成一列，而前鰓蓋骨後下方亦有鋸齒般硬棘，塞蓋後方則有硬棘2枚。胸其與身體同色，寬而不長。尾鰭暗黃色，末緣截形。眼大，吻長僅略長於眼徑。體長可達10公分。鰭上硬棘有毒，需小心。

## 生態
棲息在深處，為底棲性魚類，屬肉食性，以小魚、甲殼類為食。

## 經濟利用
為美味的食用魚，一般均為薑絲煮清湯或味增湯食用。亦可作為觀賞魚。